# Замок Клонін
За́мок Клоні́н (англ. Clonyn Castle, Delvin Castle, ірл. Caisleán na Dealbhna Mhór) — кашлен на Делбна Мор — замок Великих Делбна (Делбна — давній ірландський клан), також відомий як замок Делвін, розташований у місті Делвін, Західний Міт, за 18 км від міста Маллінгар у Ірландії поблизу траси N52. Перший замок Клонін (зараз зруйнований), як вважається був побудований у 1181 році норманським феодалом Х'ю де Лейсі — лордом Міт для свого шурина сера Гілберта де Наджента. Замок був побудований після англо-норманського завоювання Ірландії для захисту завойованих земель від ірландських кланів, які намагалися повернути собі ці землі. Низка ірландських кланів продовжували чинити опір і лишалися незалежними від Англії. Сер Гілберт де Наджент, який був родом з французької місцевості Ножан-ле-Ротру, прибув до Ірландії з Х'ю де Лейсі у 1171 році. Гілберт осів на цій території, поблизу Девліна, отримавши титул Барона Девлінського. 

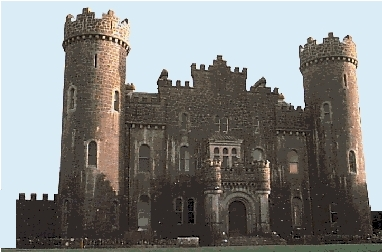
Замок Клонін (Делвін).

Руїни замку Наджент збереглися поблизу центра міста. У 1639 році Річард Наджент, 1-й граф Уестміт побудував інший, пізніший замок, розташований на підвищенні.
Нинішній замок Клонін являє собою квадратну споруду, симетричний, двоповерховий замок, побудований з блоків вапняку, з чотирма високими круглими кутовими баштами на кожному розі. Інтер'єр має великий двоповерховий зал з галереєю та аркадами. Замок Клонін неодноразово перебудовувався. Нинішня споруда замку Клонін — це один з останніх вікторіанських баронських замків, що були побудовані в Ірландії.
У період Другої світової війни на короткий час служив домом для 97 єврейських дітей, більшість з яких були сиротами, жертвами Голокосту.
Поле для гольфу, відкрите для громадськості, лежить позаду новітнішого замку, за 500 м від центру Девліна.

## Історія замку Клонін
Перший замок Клонін був побудований у 1181 році — після англо-норманського завоювання Ірландії 1169 року. Англо-норманські феодали захопили в Ірландії величезні території, які споконвіку належали ірландським кланам. Але повністю Ірландію захопити не вдалося. Низка ірландських кланів зберегли свою незалежність від короля Англії і продовжували війну, намагаючись повернути собі землі. Для оборони захоплених земель норманські феодали будували замки. Серед них був і замок Клонін. Замок збудував Х'ю де Лейсі — лорд Міт для брата своєї дружини сера Гілберта Нуджента (Наджента) — норманського феодала родом з Ножан-деРотру (Франція). Він прибув в Ірландію разом з Х'ю де Лейсі під час англо-норманського завоювання Ірландії, в 1171 році. Сер Гілберт Нуджент отримав титул барона Делвін. Замок був побудований біля селища Делвін яким він володів. До англо-норманського завоювання Ірландії на цих землях було ірландське королівство Міде.
Під час нескінченних війн з ірландськими кланами замок Клонін був зруйнований і ці землі знову потрапили під контроль ірландських кланів. Але під час Дев'ятирічної війни в Ірландії 1594—1605 років Ірландія була повністю завойована Англією. У 1639 році сер Річард Нуджент — І граф Вестміт побудував новий замок Клонін. Замок він побудував на пагорбі з видом на селище Делвін. Але сер Річард Нуджент хоч і був нащадком норманських завойовників, але був католиком. І коли спалахнуло повстання за незалежність Ірландії 1641 року він підтримав повстання і над замком замайорів прапор Ірландської конфедерації. Олівер Кромвель втопив повстання в крові. Коли армія Олівера Кромвеля підійшла до замку Клонін, замок був спалений вщент, а сер Річард Нуджент втік в графство Голуей. Замок Клонін відновив його онук. Нащадки сера Річарда Нуджента жили в цьому замку до 1860 року.
Нинішній замок Клонін побудований на невеликій відстані під попереднього замку лордом Фалком Ґревіллом та його дружиною леді Розою Ґревілл. Після смерті VIII графа Вестміт і І маркіза Весміт сера Нуджента в 1871 році, замок і маєток Клонін успадкувала леді Роза — єдина дитина графа, яка вижила. Вона вийшла заміж за Фалка Гревілла — І барона Гревілл, що в 1866 році взяв собі за дозволом королеви Великої Британії додаткове прізвище Нуджент. Родина Нуджент-Ґревілл жида в цьому замку до 1922 року, коли Патрік Нуджент продав замок і переїхав до Шотландії. У замку деякий час був католицький жіночий монастир.
Під час Другої світової війни завдяки турботам Соломона Шенфельда замок деякий час був притулком для єврейських дітей, які тікали від Голокосту з континентальної Європи і більшість з яких стали сиротами. Бізнесмен з Манчестеру і філантроп Янккель Леві вирішив купити замок і землю навколо нього за £ 30,000. Більше 100 дітей віком від 5 до 17 років були тимчасово розміщені в цьому замку. Потім вони знайшли собі нове життя в Америці, Англії та Ізраїлі. Янкель Леві збанкрутував.
Нині замок Клонін є власністю місії Діллон.

## Інші замки Західного Міту
- Атлон (англ. Athlone Castle)
- Баллінло (англ. Ballinlough Castle)
- Кіллуа (англ. Killua Castle)
- Кнокдрін (англ. Knockdrin Castle)
- Мойдрам (англ. Moydrum Castle)
- Наджент (англ. Nugent Castle)
- Портлік (англ. Portlick Castle)
- Талліналлі (англ. Tullynally Castle)
- Тіррелспас (англ. Tyrrellspass Castle, Intact Castle)